# Wohltemperierte Stimmung
Als wohltemperierte Stimmung bezeichnet man ein temperiertes Stimmungssystem für Musikinstrumente mit festgelegten Tonhöhen (Klavier, Orgel, Harfe und weitere), welche die uneingeschränkte Verwendung aller Tonarten des Quintenzirkels ermöglicht im Unterschied zur reinen oder mitteltönigen Stimmung, die nur eine begrenzte Anzahl von Tonarten verfügbar machen. Die heute am stärksten verbreitete Variante der wohltemperierten Stimmungen ist die gleichstufige Stimmung, bei der allerdings der spezifische Charakter der Tonarten verloren geht. Deshalb bezieht man im heutigen Sprachgebrauch die Bezeichnung wohltemperiert oft nur auf (nichtgleichstufige) historische Stimmungssysteme (Werckmeister, Kirnberger, Vallotti und andere), die den Tonartencharakter bewahren.

## Herleitung des Begriffs
Das Verb temperieren kommt vom lateinischen temperare, was so viel wie „mäßigen, mildern, in das richtige Verhältnis bringen“ bedeutet; es bedeutet in der Musik, dass Intervalle gezielt ein wenig unrein gestimmt werden, damit kleine Tonhöhenunterschiede wie das syntonische und das pythagoreische Komma verteilt werden und so nicht mehr störend in Erscheinung treten. Diese Tonhöhenunterschiede, resultierend aus der prinzipiellen Nicht-Übereinstimmung übereinander geschichteter Quinten und Terzen im Oktavraum, verhindern bei reiner Stimmung das Transponieren in beliebige Tonarten mit den üblichen zwölf Tasten und erfordern viele zusätzliche Tasten, wie etwa das 31-stufige Archicembalo von Nicola Vicentino, das die damals übliche mitteltönige Stimmung transponierfähig erweitert. Andreas Werckmeister verurteilte derartige Instrumente als „Flickwerke der Subsemitonien“.

## Geschichte
Unter der Sammelbezeichnung wohltemperierte Stimmungen führte Andreas Werckmeister ab 1681 eine Reihe von Stimmungen auf Tasteninstrumenten ein, welche die mitteltönigen Stimmungen so erweiterten, dass die Tonarten des gesamten Quintenzirkels spielbar wurden. Bisher unmögliche Transpositionen und enharmonische Verwechslungen wurden ermöglicht. In einzelnen Fällen hatte bereits der Orgelbauer Christian Förner eine Stimmung entwickelt, die ein Spiel in allen Tonarten ermöglichte. Erstmals belegt ist diese Stimmung für die 1668–1673 erbaute Förner-Orgel der Schloßkirche in Weißenfels. Zacharias Thayßner, ein Schüler von Christian Förner, erbaute 1677–1682 die Orgel der Stiftskirche St. Servatii in Quedlinburg, an der Werckmeister seit 1675 amtierte, und versprach schon im Vertrag 1677 eine in allen Tonarten brauchbare Temperatur.
In den folgenden Jahrzehnten haben die Förner-Schüler Zacharias Thayßner, Christoph Junge und Tobias Gottfried Trost sowie Förners Enkelschüler, darunter Tobias Heinrich Gottfried Trost und Johann Friedrich Wender, in Mitteldeutschland weitere modifiziert mitteltönig (ohne Wolfsquinte) oder wohltemperiert gestimmte Orgeln geschaffen. Johann Friedrich Wender erbaute unter anderem 1687–1691 die Orgel von Divi Blasii in Mühlhausen und 1699–1703 die Orgel der Bonifatiuskirche (heute Bach-Kirche) in Arnstadt. An diesen beiden Orgeln amtierte der junge Johann Sebastian Bach in den Jahren 1703 bis 1708. Sie ermöglichten die Komposition von Orgelwerken, die über die Tonarten hinausgehen, welche die ¼-Komma-mitteltönige Stimmung zulässt. Auch einige Orgelwerke von Dietrich Buxtehude, die eine wohltemperierte Stimmung voraussetzen, dürften in Zusammenhang stehen mit der Einführung einer wohltemperierten Stimmung durch die Förner-Schule: Buxtehude war befreundet mit Andreas Werckmeister und ließ diesem nachweislich eine Vielzahl seiner Orgelwerke zukommen. Manche dieser Werke könnte er speziell für Werckmeister und dessen wohltemperierte Thayßner-Orgel geschrieben haben. Nach anderer Auffassung verfügte Buxtehude zeitlebens über keine wohltemperiert gestimmte Orgel. Im norddeutschen Raum treten die ersten belegten Fälle von Umstimmungen in „neue Temperaturen“ erst um das Jahr 1740 auf.
Viele weitere Theoretiker und Praktiker, etwa Johann Georg Neidhardt, Johann Philipp Kirnberger, Francesco Antonio Vallotti, gaben immer neue Vorschläge zur Temperierung, was zeigt, dass es damals keine eindeutige Lösung gab. Einerseits wollte man für die am häufigsten gebrauchten Tonarten angenähert oder tatsächlich reine Terzen erhalten, andererseits musste der Quintenzirkel ohne Wolfsquinte geschlossen werden. Jedes System hatte seine Vorteile und Nachteile im Klang und war mehr oder weniger komplex in der (damaligen) handwerklichen Ausführung.

## Charakteristik
Charakteristisch für wohltemperierte Stimmungen ist, dass alle wichtigen Intervalle auf eine Weise von der reinen Stimmung abweichen, dass die häufig gespielten Tonarten eher reinere Terzen enthalten und die entfernten Tonarten schärfere. Werckmeisters berühmte Stimmung Werckmeister III hat weite Verbreitung gefunden. Sie enthält von einem mitteltönig klingenden C-Dur ( ) bis hin zu einem pythagoräisch klingenden Fis-Dur ( ) unterschiedlich klingende Tonarten – eine Eigenschaft, die in einer nach Werckmeister „guten Stimmung“ gegeben sein muss. Das heißt, diese Stimmung erzeugt eine durchaus angestrebte, ausgeprägte Tonartencharakteristik, die durch gezielt ungleichmäßiges Stimmen der zwölf Quinten des Quintenzirkels entsteht.
Alle Stimmungssysteme verwenden zu ihrer Definition rationale Zahlen, so dass alle Centangaben nur näherungsweise korrekt sind.
| Dreiklang                                     | c-e-g | des-f-as cis-f-gis | d-fis-a | es-g-b | e-gis-h | f-a-c | fis-ais-cis ges-b-des | g-h-d | as-c-es gis-c-dis | a-cis-e | b-d-f | h-dis-fis | c-e-g |
| Große Terz (c-e usw.) in Cent, näherungsweise | 390   | 408                | 396     | 402    | 402     | 390   | 408                   | 396   | 408               | 402     | 396   | 402       | 390   |
| Quinte (c-g usw.) in Cent, näherungsweise     | 696   | 702                | 696     | 702    | 702     | 702   | 702                   | 696   | 702               | 702     | 702   | 696       | 696   |

Bei der Stimmung Werckmeister III sind alle Quinten des Quintenzirkels rein bis auf die 4 Quinten c-g, g-d, d-a und h-fis, die um ¼ Komma erniedrigt sind. Die maximale Abweichung von der reinen Quinte beträgt näherungsweise 6 Cent, während bei der mitteltönigen Stimmung eine Wolfsquinte (Abweichung ≈37 Cent) herausragt.
Die Terzen in den Akkorden kann man in drei Klassen teilen:
| Terzen                    | Qualität                                                        |
| ------------------------- | --------------------------------------------------------------- |
| c-e, f-a, d-fis, g-h, b-d | fast rein (rein: ≈386 Cent)                                     |
| es-g, e-gis, a-cis, h-dis | vergleichbar den Terzen der gleichstufigen Stimmung (=400 Cent) |
| des-f, ges-b, as-c        | pythagoräische Terz (pythagoreisch: ≈408 Cent)                  |

| Bachstimmung: Abbildung des Notenbildes für F-Dur Es-Dur G-Dur | Werckmeister III: gleichstufig: |

| anhören ? / ⓘ |
| Die vier Quinten c–g–d–a und h–fis sind um ¼ eines Kommas verengt, alle anderen sind rein. Hier hört man den unruhigen Charakter der ersten Akkorde, die sich allmählich zu einem klaren B-Dur-F-Dur-, C-Dur-, G-Dur- und D-Dur_Akkord wandeln, um dann wieder rauer zu werden. Bei C-Dur hört man die typische Schwebung der mitteltönigen Quinte. |

## Beziehung zwischen „wohltemperiert“ und gleichstufig
Heutige Klaviere werden meist gleichstufig temperiert (historische Begriffe dafür: gleichmäßig, gleichschwebend). Hier geht die Tonartencharakteristik verloren, da alle kleinen Sekunden möglichst gleichmäßig als lauter gleiche Halbton-Schritte gestimmt werden. Diese gleichmäßige zwölfstufige Temperatur kannte Werckmeister von Gioseffo Zarlino, dessen geometrische Monochord-Konstruktion von 1588 er zitierte. Zarlino beschrieb sie aber als Lautenstimmung, die schon lange vor ihm im frühen 16. Jahrhundert wohlbekannt war. In Werckmeisters Generalbassschule von 1698 kommt sie ausdrücklich als Grenzfall vor. In seinem 1707 posthum erschienenen Werk Musicalische Paradoxal-Discourse empfiehlt Werckmeister die gleichschwebende Stimmung sogar emphatisch, da sie „ein Vorbild seyn kan, wie alle fromme und wohl temperirte Menschen mit Gott in stetswährender gleicher und ewiger Harmonia leben und jubiliren werden.“ Die Gleichstufigkeit übernahmen später andere Temperatur-Theoretiker wie Georg Andreas Sorge (1744). Die gleichstufige Stimmung wurde jedoch wegen der Einebnung der Tonartencharakteristik und wegen bis dahin nicht befriedigend gelöster stimmtechnischer Probleme ∗ von verschiedenen Theoretikern abgelehnt, etwa von Johann Philipp Kirnberger, der ab 1766 eigene, ungleichmäßige wohltemperierte Stimmungen entwarf, die sich wesentlich schneller auf Tasteninstrumenten anwenden ließen.
Die weit verbreitete Behauptung (etwa im Brockhaus), der Begriff wohltemperierte Stimmung sei mit der gleichstufigen Stimmung identisch, ist unzutreffend. Ebenso unzutreffend ist es, die gleichstufige Stimmung aus dem Kanon der wohltemperierten Stimmungen auszuschließen, da Werckmeister sie in seinem letzten Werk ja ausdrücklich zumindest für „wohl temperirte Menschen“ empfiehlt. Das bekannte Werk Das Wohltemperierte Klavier von Johann Sebastian Bach (1685–1750) diente nicht der Demonstration der gleichstufigen Stimmung, sondern vielmehr einer Systematik, die darauf abzielte, in allen Tonarten des Quintenzirkels zu komponieren. Da Bach den Begriff „wohltemperiert“ verwendet, ist der Bezug zu Werckmeister hergestellt. Deutlich ist, dass Bach keine gleichstufige Stimmung meinte; wie seine Stimmung exakt aussah, bleibt jedoch kontrovers.

## Hypothesen zur Wohltemperierten Stimmung bei J.S. Bach
Mit der Entwicklung von wohltemperierten Stimmungen konnte Bach für besaitete Tasteninstrumente in allen Tonarten des gesamten Quintenzirkels komponieren, was bisher mit den mitteltönigen Stimmungen unmöglich war. Bachs Leipziger Kirchenmusik scheint hingegen weiterhin von mitteltönig gestimmten Orgeln begleitet worden zu sein. Johann Nikolaus Forkel berichtet, dass Bach sein Clavichord in weniger als 15 Minuten stimmte: „Auch stimmte er so wohl den Flügel als sein Clavichord selbst, und war so geübt in dieser Arbeit, daß sie ihm nie mehr als eine Viertelstunde kostete.“ Wie Bach genau gestimmt hat, lässt sich aus dem kontroversen Streit zwischen Kirnberger und Friedrich Wilhelm Marpurg (1718–1795) nicht sicher erschließen.

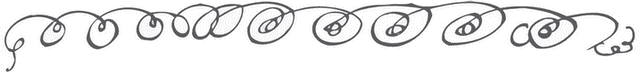
Deutung der Girlande des Titelblatts: Je mehr Schleifen, um so enger die Quinten im Quintenzirkel

Umstritten ist die – für manche bestechend einleuchtende – Deutung der Girlande auf dem Titelblatt von Bachs Wohltemperiertem Klavier, I. Teil, 1722 als Vorschrift zum Stimmen des Quintenzirkels von Andreas Sparschuh. Hierzu sollen die Schleifen in den Kringeln Hinweise geben, die Quinten entsprechend enger zu nehmen, wie dies für wohltemperierte Stimmungen typisch ist. Für Bradley Lehman ist dies der Stein von Rosette für das Stimmungsproblem bei Bach. Allerdings gibt es zu diesem Thema viele kontroverse Interpretationsmöglichkeiten.